# ویلیامستون (میشیگان)
ویلیامستون، میشیگان (به انگلیسی: Williamston, Michigan) یک شهر در ایالات متحده آمریکا با جمعیت ۳٬۸۵۴ نفر است که در میشیگان واقع شده‌است.

## موقعیت جغرافیایی
موقعیت جغرافیایی شهرها و مناطق اطراف به شرح زیر است: